# Masters Tournament
De Masters (ook wel: The Masters Tournament of The US Masters) is een van de vier Majorgolftoernooien. Het wordt elk jaar in april gehouden op de Augusta National Golf Club in Augusta, de op een na grootste stad van de Amerikaanse staat Georgia. De andere drie Majors zijn: de U.S. Open, The Open Championship en het Amerikaanse PGA Championship.

## Geschiedenis
Het toernooi werd voor het eerst georganiseerd in 1934 onder de naam Augusta National Invitation Tournament op initiatief van Bobby Jones en Clifford Roberts. Tot het deelnemersveld behoorden de broers Joe, Mike en Willie Turnesa.
Sinds 1939 wordt de naam Masters gebruikt. In de oorlogsjaren 1943, 1944 en 1945 werd er geen toernooi georganiseerd. In 2020 werd de Masters vanwege de Covid-19 pandemie voor de eerste keer zonder publiek in november gespeeld.
De Masters wordt elk jaar op de Augusta National Golf Club gespeeld; de andere drie Majors hebben een jaarlijks wisselende locatie. De traditie wil dat de winnaar van de Masters erelid wordt van Augusta en het symbool daarvan, een groen jasje ("the green jacket"), aangereikt krijgt door de winnaar van het voorgaande jaar.
Belangrijke namen op het winnaarslijstje van de Masters zijn de Amerikanen Jack Nicklaus (recordhouder met zes overwinningen), Tiger Woods (vijfde overwinning in 2019) en Arnold Palmer (vier overwinningen).
De winnaar mag levenslang aan de Masters meedoen en vijf jaar lang aan de overige Majors (US Open, The Open Championship en Amerikaanse PGA-kampioenschap).

## Records
- Jack Nicklaus is de enige zesvoudige winnaar (1963, 1965, 1966, 1972, 1975 en 1986). Hij eindigde daarnaast vijftien keer in de top-5.
- Het record na 18 holes staat sinds 1996 met -9 op naam van Greg Norman. Nick Price scoorde 63 in zijn derde ronde in 1986.
- Het record na 36 holes stond sinds 1976 op naam van Raymond Floyd (-13) en werd in 2015 verbeterd door Jordan Spieth (-14).
- Het record na 54 holes kwam in 2015 te staan op naam van Jordan Spieth (-16).
- Het record na 72 holes staat met -20 sinds 2020 op naam van Dustin Johnson. Hij verbeterde het oude record van -18, dat op naam stond van Tiger Woods (1997) en Jordan Spieth (2015).
- Vijf spelers wonnen de Masters nadat ze vier rondes aan de leiding gestaan hadden: Craig Wood (1941), Arnold Palmer (1960), Jack Nicklaus (1972), Raymond Floyd (1976) en Jordan Spieth (2015).
- De jongste winnaar is Tiger Woods in 1997, hij was 21 jaar, 3 maanden en 14 dagen. Hij verlaagde het record van Severiano Ballesteros, die toen hij won net 23 jaar geworden was.
- De oudste winnaar is Jack Nicklaus in 1986, hij was 46 jaar, 2 maanden en 23 dagen.
- De winnaars met de hoogste score waren Sam Snead (1954), Jack Burke (1956) en Zach Johnson (2007), allen met 289
- Arnold Palmer speelde de Masters onafgebroken van 1955-2004.
- Gary Player deed 52 keer mee, voor het laatst in 2009.
- Tiger Woods haalde in 2024 voor de 24e opeenvolgende keer de cut, en kreeg daarmee het record in handen dat hij het jaar ervoor nog deelde met Gary Player en Fred Couples (beiden 23 keer).
- Beste amateurronde was van Ken Venturi (66), het beste eindresultaat was 281 van amateur Charlie Coe in 1961.
- Scottie Scheffler won in 2024 zowel de Players Championship als de Masters. De enige die het eerder lukte om deze 2 toernooien in hetzelfde jaar te winnen was Tiger Woods in 2001.[2]

## Winnaars
| Augusta National Invitation Tournament - 1934: Horton Smith - 1935: Gene Sarazen po - 1936: Horton Smith - 1937: Byron Nelson - 1938: Henry Picard Masters - 1939: Ralph Guldahl - 1940: Jimmy Demaret - 1941: Craig Wood - 1942: Byron Nelson po - 1943: niet gespeeld - 1944: niet gespeeld - 1945: niet gespeeld - 1946: Herman Keiser - 1947: Jimmy Demaret - 1948: Claude Harmon - 1949: Sam Snead - 1950: Jimmy Demaret | - 1951: Ben Hogan - 1952: Sam Snead - 1953: Ben Hogan - 1954: Sam Snead po - 1955: Cary Middlecoff - 1956: Jack Burke jr. - 1957: Doug Ford - 1958: Arnold Palmer - 1959: Art Wall jr. - 1960: Arnold Palmer - 1961: Gary Player - 1962: Arnold Palmer po - 1963: Jack Nicklaus - 1964: Arnold Palmer - 1965: Jack Nicklaus - 1966: Jack Nicklaus po - 1967: Gay Brewer jr. - 1968: Bob Goalby - 1969: George Archer | - 1970: Billy Casper po - 1971: Charles Coody - 1972: Jack Nicklaus - 1973: Tommy Aaron - 1974: Gary Player - 1975: Jack Nicklaus - 1976: Raymond Floyd - 1977: Tom Watson - 1978: Gary Player - 1979: Fuzzy Zoeller po - 1980: Seve Ballesteros - 1981: Tom Watson - 1982: Craig Stadler po - 1983: Seve Ballesteros - 1984: Ben Crenshaw - 1985: Bernhard Langer - 1986: Jack Nicklaus - 1987: Larry Mize po - 1988: Sandy Lyle | - 1989: Nick Faldo po - 1990: Nick Faldo - 1991: Ian Woosnam - 1992: Fred Couples - 1993: Bernhard Langer - 1994: José M Olazabal - 1995: Ben Crenshaw - 1996: Nick Faldo - 1997: Tiger Woods - 1998: Mark O'Meara - 1999: José M Olazabal - 2000: Vijay Singh - 2001: Tiger Woods - 2002: Tiger Woods - 2003: Mike Weir - 2004: Phil Mickelson - 2005: Tiger Woods po - 2006: Phil Mickelson - 2007: Zach Johnson | - 2008: Trevor Immelman - 2009: Ángel Cabrera po - 2010: Phil Mickelson - 2011: Charl Schwartzel - 2012: Bubba Watson po - 2013: Adam Scott po - 2014: Bubba Watson - 2015: Jordan Spieth - 2016: Danny Willett - 2017: Sergio Garcia po - 2018: Patrick Reed - 2019: Tiger Woods - 2020: Dustin Johnson - 2021: Hideki Matsuyama - 2022: Scottie Scheffler - 2023: Jon Rahm - 2024: Scottie Scheffler - 2025: Rory McIlroy |

### Play-off
In de periode dat het toernooi nog uit 36-holes bestond, is slechts één keer een play-off nodig geweest:
- 1935: Gene Sarazen versloeg Craig Wood met 144-149;

Na de oorlog werd de play-off ingekort tot 18 holes:
- 1942: Byron Nelson versloeg Ben Hogan met 69-70;
- 1954: Sam Snead versloeg Ben Hogan met 70-71;
- 1962: Arnold Palmer won de play-off met een score van 68 van Gary Player (71) en Dow Finsterwald (77);
- 1966: Jack Nicklaus won de play-off met een score van 70 van Tommy Jacobs (72) en Gay Brewer (78);
- 1970: Billy Casper versloeg Gene Litter met 69-74.

Daarna werd de sudden-death play-off geïntroduceerd, waarbij de eerste extra hole al een winnaar kan opleveren:
- 1979: Fuzzy Zoeller won met een birdie op de tweede extra hole terwijl Tom Watson en Ed Sneed een par maakten;
- 1982: Craig Stadler versloeg Dan Pohl op de eerste extra hole;
- 1987: Larry Mize chipte zijn bal in op de tweede extra hole en versloeg Seve Ballesteros en Greg Norman;
- 1989: Nick Faldo maakte een lange birdieputt en won van Scott Hoch, nadat deze een putt van 2 voet op de eerste hole had gemist. Dat jaar kwam de pers met "Scott Hoch, rhymes with joke", maar Faldo kreeg het verwijt dat hij niet sportief was geweest.
- 1990: Nick Faldo moest weer een play-off spelen en versloeg Raymond Floyd, dit keer met een par op de 2de hole.
- 2005: Tiger Woods versloeg Chris DiMarco, en was de vierde speler die zijn derde groene jasje kreeg, na Arnold Palmer, Jack Nicklaus en Nick Faldo.
- 2009: Ángel Cabrera versloeg Kenny Perry en Chad Campbell.
- 2012: Bubba Watson versloeg Louis Oosthuizen, die in de play-off was gekomen nadat hij een albatros op hole 2 had gemaakt.
- 2013: Adam Scott versloeg Angel Cabrera op de tweede extra hole.
- 2017: Sergio Garcia versloeg Justin Rose op de eerste extra hole.
- 2025: Rory McIlroy versloeg Justin Rose op de eerste extra hole.

Hole-in-one
Amateur Ross Somerville (6x Canadees Amateur en eerste Canadese winnaar van het US Amateur) maakte als eerste speler een hole-in-one tijdens de eerste Masters. In de loop der jaren zijn de volgende holes-in-one tijdens de Masters gemaakt:
- Hole 4: Jeff Sluman (1992)
- Hole 6: Leland Gibson (1954), Billy Joe Patton (Am, 1954), Charles Coody (1972), Chris DiMarco (2004) en Jamie Donaldson (2013)
- Hole 12: Claude Harmon (1947), William Hyndman (Am, 1959) en Curtis Strange (1988)
- Hole 16: Ross Somerville (Am, 1934), Willie Goggin (1935), Ray Billows (Am, 1940), John Dawson (Am, 1949), Clive Clark (1968), Corey Pavin (1992), Raymond Floyd (1996), Padraig Harrington (2004), Kirk Triplett (2004), Trevor Immelman (2005), Ian Poulter (2008), Nathan Green (2010), Ryan Moore (2010), Bo Van Pelt en Adam Scott (2012), Louis Oosthuizen (2016), Matt Kuchar (2017)

Geen van hen won vervolgens de Masters.

## Deelnemers
De Masters is van oorsprong een invitatietoernooi, en heeft het kleinste deelnemersveld van alle Majors. Invitaties gebeuren hoofdzakelijk op basis van vastgestelde kwalificatiecriteria, maar de organisatie behoudt zich nog steeds het recht voor om naar eigen inzicht spelers uit te nodigen. Deelnemers kunnen zich op de volgende manier kwalificeren:
- Masters Tournament, alle voormalige winnaars
- US Open, British Open, PGA Championship, laatste 5 winnaars
- The Players Championship, laatste 3 winnaars
- Olympische Spelen, winnaar gouden medaille in lopend jaar
- US Amateur Championship, laatste winnaar en runner-up
- Britsh Amateur Championship, laatste winnaar
- Asia-Pacific Amateur Championship, laatste winnaar
- Latin America Amateur Championship, laatste winnaar
- US Mid-Amateur Championship, laatste winnaar
- Masters Tournament, Top-12 inclusief gelijkspelers van vorig jaar
- US Open, British Open, PGA Championship, Top-4 inclusief gelijkspelers van vorig jaar
- Winnaars van PGA Tour events gespeeld de Masters van vorig jaar en dit jaar, mits het om toernooien gaat waar volledige FedEx Cup punten te verdienen zijn
- Alle spelers die zich kwalificeerden voor het Tour Championship van afgelopen jaar
- De top-50 op de wereldranglijst aan het einde van afgelopen jaar
- De top-50 op de wereldranglijst in de week voorafgaand aan de Masters

## Amateurs
De Masters is opgericht door de amateurkampioen Bobby Jones en het toernooi heeft nog steeds de traditie om het amateurgolf te eren. Elk jaar mogen daarom een aantal amateurgolfers meedoen; de winnaar van het Brits Amateurkampioenschap, de winnaar en runner-up van het US Amateurkampioenschap en de winnaar van het Mid-Amateur Golfkampioenschap. Sinds 2010 mag ook de winnaar van het Aziatische Amateur Kampioenschap deelnemen, en sinds 2015 de winnaar van het Latin America Amateur Kampioenschap.
In 1954 begon amateur Billy Joe Patton met rondes van 70 en 74 en kwam daarmee aan de leiding. Zijn derde ronde was niet erg goed maar in de vierde ronde stond hij weer aan de leiding toen hij bij hole 13 kwam. Daar speelde hij naar de verkeerde green en kwam terecht in een beek. Hij miste op één slag de play-off waarin Sam Snead won van Ben Hogan.
In 1956 kwam Ken Venturi tot de tweede plaats, nadat hij in ronde 1 een score van 66 had gemaakt, nog steeds een amateurrecord bij de Masters. Sinds 1970 is geen enkele amateur meer in de toptien beland.
De Nederlandse golfer Rolf Muntz deed in 1991 mee, maar miste de cut. In 2010 miste Reinier Saxton als beste amateur de cut (T58).
De laagst scorende amateur, die tevens de cut haalt (Low Amateur), krijgt een zilveren trofee, de Silver Cup. De Low Amateur runner-up krijgt een zilveren medaille. Een aantal amateurs werd na het winnen van de Silver Cup een vaste waarde in de top van het profcircuit. Er zijn zes spelers die eerst Low Amateur waren en vervolgens als prof het toernooi wonnen: Cary Middlecoff, Jack Nicklaus, Ben Crenshaw, Phil Mickelson, Tiger Woods en Sergio García

Winnaars Silver Cup (Low Amateur)
| - 1934: Charlie Yates (T21) - 1935: - 1936: - 1937: - 1938: - 1939: - 1940: - 1941: - 1942: - 1943-45: W.O.II - 1946: - 1947: - 1948: - 1949: - 1950: - 1951: - 1952: | - 1953: - 1954: Billy Joe Patton - 1955: - 1956: Ken Venturi (2) - 1957: - 1958: - 1959: - 1960: - 1961: - 1962: - 1963: - 1964: - 1965: - 1966: - 1967: - 1968: - 1969: | - 1970: - 1971: - 1972: - 1973: - 1974: - 1975: - 1976: - 1977: Bill Sander (49) - 1978: - 1979: - 1980: - 1981: - 1982: - 1983: - 1984: - 1985: - 1986: | - 1987: - 1988: - 1989: MC - 1990: MC - 1991: - 1992: - 1993: - 1994: - 1995: Tiger WoodsW (T41) - 1996: - 1997: - 1998: Matt Kuchar (T21) - 1999: Sergio GarcíaW (T38) - 2000: David Gossett (T54) - 2001: = - 2002: = - 2003: Rickie Barnes (T21) | - 2004: Casey Wittenberg (T13) - 2005: Ryan Moore (T13) - 2006: = - 2007: = - 2008: = - 2009: = - 2010: Matteo Manassero (T36) - 2011: Hideki Matsuyama (T27) - 2012: Patrick Cantlay (T47) - 2013: Guan Tianlang (T58) - 2014: Oliver Goss (50) - 2015: MC - 2016: - 2017: - 2018: - 2019: - 2020: |

MC = Missed cut; geen van de amateurs behaalde de cut

W = Won later als prof het toernooi

## The Georgia Cup
De winnaar van het Brits Amateur en het Amerikaans Amateur spelen enkele dagen voor de Masters 18 holes matchplay om de Georgia Cup op de Golf Club of Georgia in Alpharetta. De opbrengsten van dit toernooi gaan naar het Yates studiefonds van de Georgia State Golf Stichting.
| Jaar | Baan      | Brits Amateur        | Uitslag              | US Amateur          |
| ---- | --------- | -------------------- | -------------------- | ------------------- |
| 1998 | Lakeside  | Craig Watson         | verliest met 3&1 van | Matt Kuchar         |
| 1999 | Lakeside  | Sergio García        | wint met 5&4 van     | Hank Kuehne         |
| 2000 | Lakeside  | Graeme Storm         | verliest met 3&2 van | David Gossett       |
| 2001 | Creekside | Mikko Ilonen         | wint met 6&4 van     | Jeff Quinney        |
| 2002 | Lakeside  | Michael Hoey         | wint met 4&2 van     | Bubba Dickerson     |
| 2003 | Lakeside  | Alejandro Larrazábal | verliest met 4&2 van | Ricky Barnes        |
| 2004 | Creekside | Gary Wolstenholme    | wint met 4&2 van     | Nick Flanagan       |
| 2005 | Creekside | Stuart Wilson        | verliest met 2/1 van | Ryan Moore          |
| 2006 | Lakeside  | Brian McElhinney     | wint met 3/2 van     | Edoardo Molinari    |
| 2007 | Lakeside  | Julien Guerrier      | verliest met 2&1 van | Richie Ramsay       |
| 2008 | Lakeside  | Drew Weaver          | verliest met 2&1 van | Colt Knost          |
| 2009 | Lakeside  | Reinier Saxton       | verliest met 2&1 van | Danny Lee           |
| 2010 | Creekside | Matteo Manassero     | wint met 5&4 van     | Byeong-Hun An       |
| 2011 | Lakeside  | Jin Jeong            | verliest met 4/2 van | Peter Uihlein       |
| 2012 | Lakeside  | Bryden MacPherson    | wint met 2/1 van     | Kelly Kraft         |
| 2013 | Lakeside  | Alan Dunbar          | wint met 1 up van    | Steven Fox          |
| 2014 | Lakeside  | Garrick Porteous     | wint met 3&2 van     | Matthew Fitzpatrick |
| 2015 | Lakeside  | Gunn Yang            | wint met 3&2 van     | Bradley Neil        |
| 2016 | Lakeside  | Bryson DeChambeau    | wint met 4&3 van     | Romain Langasque    |

In 2004 werd de Georgia Cup voor het eerste gespeeld zonder Amerikaanse deelnemer. In 2014 speelden voor het eerst twee landgenoten tegen elkaar.

De deelnemers van 2010 waren samen 33 jaar oud, het jongste winnaarsduo ooit. Manassero is de jongste winnaar ooit.

## Par 3 Contest

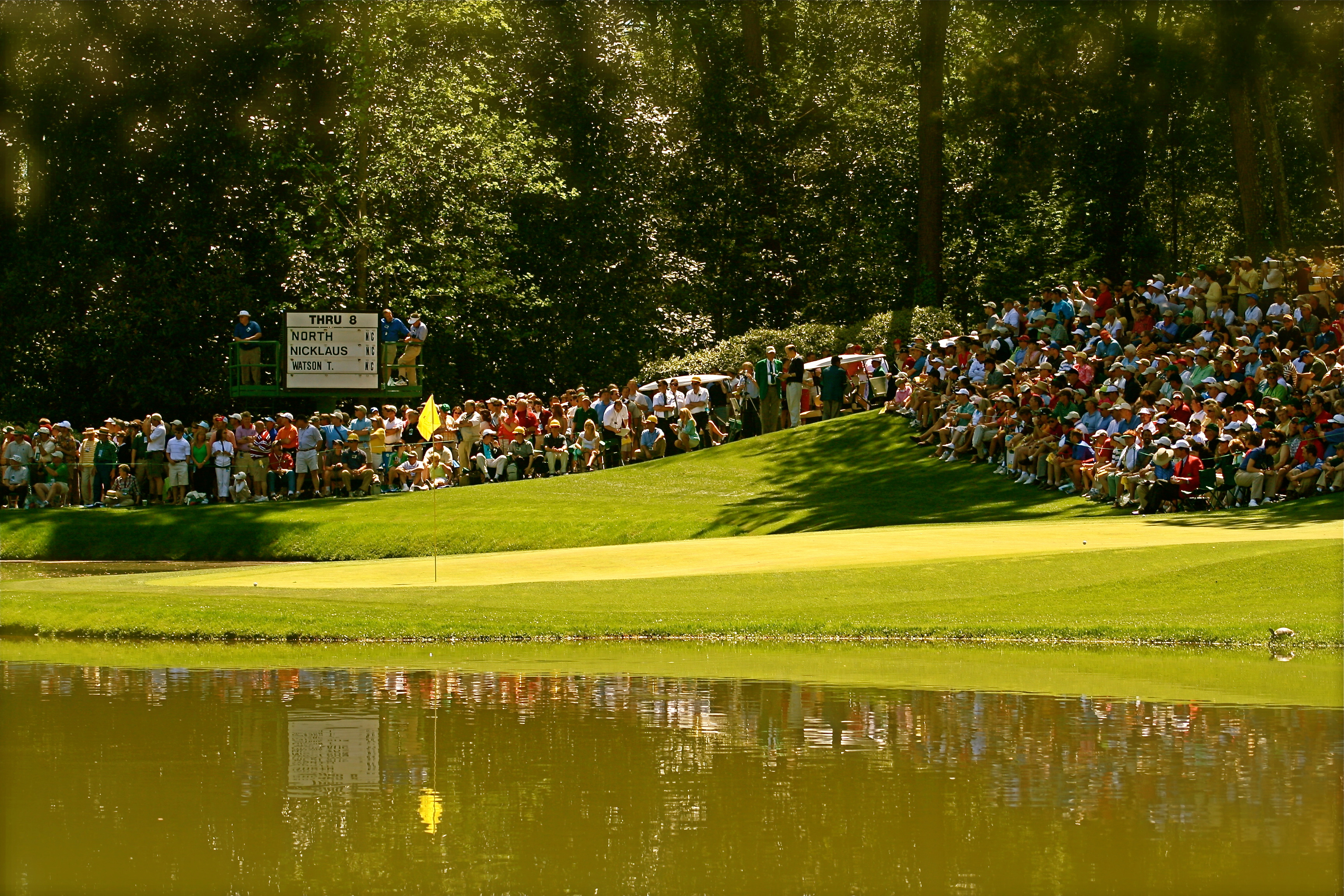
Hole 9

Sinds 1960 wordt de dag voor de start van het Masters Tournament de Par 3 Contest gehouden, een traditionele en prestigieuze wedstrijd waaraan deelnemers van het hoofdtoernooi, voormalig winnaars en eregenodigden mogen deelnemen. De wedstrijd wordt gehouden op een baan met 9 holes (par:27). Tussen 1960 en 2008 is de winnaar van de Par 3 Contest er nog nooit in geslaagd in hetzelfde jaar het Masters Tournament te winnen.
In 2012 moest de Contest door slecht weer voortijdig worden afgebroken. Padraig Harrington en Jonathan Byrd wonnen met een score van -5. Mark Wilson en Thomas Bjørn maakten een hole-in-one.
De meeste winnaars hadden een score van 22 of 23, vandaar dat er zo vaak een play-off gespeeld wordt, het record van 21 slagen staat op naam van Louis Oosthuizen.
Winnaars
De jaartallen achter de naam geven aan wanneer die speler de Masters won:
| - 1960: Sam Snead (1949,1952,1954) - 1961: Deane Beman - 1962: Bruce Crampton - 1963: George Bayer po - 1964: Labron Harris jr. - 1965: Art Wall jr. (1959) - 1966: Terry Dill - 1967: Arnold Palmer po (1958,'60,'62,'64) - 1968: Bob Rosburg - 1969: Bob Lunn po - 1970: Harold Henning - 1971: Dave Stockton po - 1972: Steve Melnyk - 1973: Gay Brewer (1967) - 1974: Sam Snead po (1949,1952,1954) - 1975: Isao Osaki po - 1976: Jay Haas - 1977: Tom Weiskopf po - 1978: Lou Graham po - 1979: Joe Inman | - 1980: Johnny Miller - 1981: Isao Aoki - 1982: Tom Watson po (1977,1981) - 1983: Hale Irvin - 1984: Tommy Aaron - 1985: Hubert Green - 1986: Gary Koch po - 1987: Ben Crenshaw (1984,1995) - 1988: Tsuneyuki Nakajima - 1989: Bob Gilder po - 1990: Raymond Floyd (1976) po - 1991: Rocco Mediate po - 1992: Davis Love III - 1993: Chip Beck - 1994: Vijay Singh (2000) - 1995: Hal Sutton po - 1996: Jay Haas po - 1997: Sandy Lyle po (1988) - 1998: Sandy Lyle (1988) - 1999: Joe Durant | - 2000: Chris Parry po - 2001: David Toms - 2002: Nick Price po - 2003: Padraig Harrington en David Toms (tie) - 2004: Padraig Harrington po - 2005: Jerry Pate - 2006: Ben Crane - 2007: Mark O'Meara (1998) - 2008: Rory Sabbatini - 2009: Tim Clark - 2010: Louis Oosthuizen - 2011: Luke Donald - 2012: Padraig Harrington en Jonathan Byrd (tie) - 2013: Ted Potter Jr po - 2014: Ryan Moore - 2015: Kevin Streelman po - 2016: Jimmy Walker - 2017: gecanceld vanwege regen - 2018: Tom Watson (1977,1981) - 2019: Matt Wallace po |

po = gewonnen na play-off